# エリーゼ (菓子)
エリーゼ（ELISE）は、ブルボンが製造、販売する菓子の製品名。1979年に販売を開始したロングセラー製品である。
棒状のウエハースにチョコクリームまたはホワイトクリームを充填した菓子である。あまおう苺味、バナナ味、パイン味、チーズケーキ味といった期間限定販売されたフレーバーもある。
軽い歯ざわりで食べやすいため、幅広い年齢層に好まれる。コーヒーや紅茶との相性も良く茶菓子としての用途や、個包装タイプなので分配用にも適する。更には製品パッケージも高級感がある。
ロングセラー製品は賛否両論別れることも多いが、SNS上の調べだとエリーゼは悪い評価が無いわけではないが、良い評価の方が多い。悪い評価としては「湿気やすい」ことが挙げられる。エリーゼはウエハースであるが、サクサク感を出すために薄くなっているので湿気りやすくなってしまうのである。しかし、これは個包装であることを活かし、全てを開封するのではなく食べるぶんだけ開封することで回避可能ではある。
2022年5月、原材料となる穀物価格の上昇、エネルギー価格高騰からブルボンでは主力商品であるアルフォート、ガトーレーズンの価格引き上げを行ったが、エリーゼについても44本だった内容量を40本に減らしている。

## CM
- 1995年 - 桜井幸子
- 2003年 - アリゼ